# La astucia de la razón
La astucia de la razón es una novela del filósofo, escritor, periodista y guionista cinematográfico argentino José Pablo Feinmann, publicada en 1990. 

## Argumento
Una intervención quirúrgica en noviembre de 1975 y el golpe de Estado de marzo de 1976 marcan definitivamente el destino de Pablo Epstein. La contigüidad temporal de estos hechos deviene en una neurosis que impone al protagonista una compulsión discursiva en la cual su conciencia se va desintegrando progresivamente. O al revés: la conciencia de la desintegración de su conciencia provoca una neurosis que le permitirá rearticular su vida y sus más íntimas convicciones políticas.
Así, José Pablo Feinmann revisa toda la filosofía de la historia, de Hegel a Sartre, de Marx a la izquierda peronista, para descubrir que se ha resquebrajado todo supuesto metafísico y sustento inmodificable o absoluto que pueda ordenar la totalidad de la realidad y dar sentido a la experiencia, al dolor y a la arbitrariedad.
El drama de cómo narrar esta experiencia trágica será el hilo que permita componer (al modo de una orquesta sinfónica) esta novela, a partir de una voz que se deshilacha y una escritura esquizofrénica que a falta de sujeto lo repone a cada paso.
- Datos: Q5965747